# Gran Satán

Bandera de los Estados Unidos, un país de América del Norte que a menudo es llamado "Gran Satán".

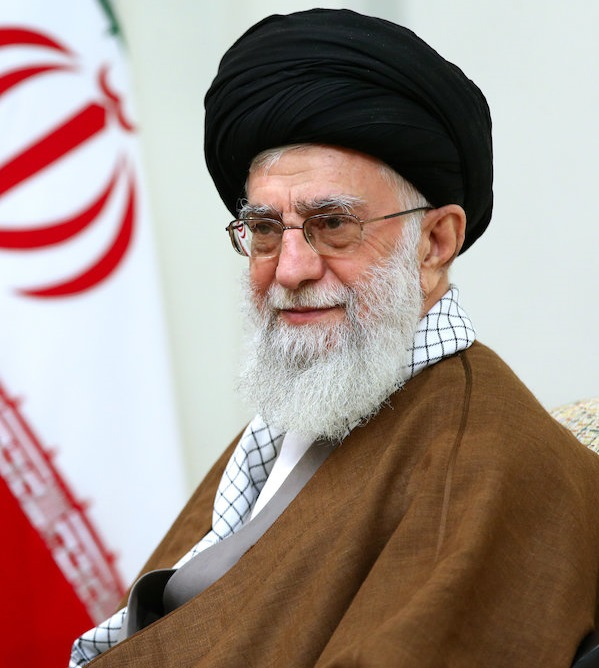
Ayatolá Ali Jamenei, Líder supremo de Irán.

El Gran Satán o Gran Satanás (en persa: شيطان بزرگ) (transliterado: Shaytân-e Bozorg) (en inglés: The Great Satan) es una noción islámica, específicamente de su rama chiita, para referirse al país que en cada momento histórico determinado, alguien que se declara portavoz de los creyentes (Ulema) considera el principal enemigo de la fe, el pueblo y los intereses del Islam. Veinte años atrás este título solía otorgarse al Estado de Israel, pero para algunos de estos portavoces, Estados Unidos ha ocupado su lugar como principal agente enemigo de los pueblos islámicos del mundo, pues los partidarios de la liberación de Palestina, consideran que a no ser por el apoyo estadounidense, Israel hace ya mucho que habría caído.
Además del Gran Satán, han existido varios "pequeños Satanes" según las circunstancias geopolíticas de cada momento determinado, desde la Unión Soviética, por su ateísmo y por la ocupación militar de Afganistán, hasta Francia, por su cooperación variable con Israel. Es digno de observar el pragmatismo aplicado por los yihadistas  Wahabitas (germen de Al Qaeda, y éste del Estado Islámico) que no dudaron en aliarse con el Gran Satán (Estados Unidos) para derrotar a las Fuerzas Armadas de la URSS en Afganistán.